# Won Mi-kyung
Won Mi-kyung (24 de abril de 1960) es una actriz surcoreana. 

## Biografía
Nació en Chuncheon, Gangwon, Corea del Sur. 
Se graduó del Seoul Girls' High School. Conocida como "La Troika de la década de 1980", junto con Lee Mi-sook, y Lee Bo-hee, las cuales dominaron la pantalla de la época.

## Carrera
Después de ganar el título Miss Lotte en 1978, comenzó su carrera como actriz de televisión en TBC.
El 1 de junio del 2020 se unió al elenco de la serie My Unfamiliar Family (también conocida como "(Although We Don’t Know Much) We Are A Family"), donde interpretó a la madre de tres hijos: Kim Eun-hee, Kim Eun-joo y Kim Ji-woo, hasta el final de la serie el 21 de julio del mismo año.

## Filmografía
*Nota;la lista completa esta referenciada.
| Año  | Título en inglés                            | Personaje     | Canal | Ref.  |
| ---- | ------------------------------------------- | ------------- | ----- | ----- |
| 1979 | You Are My Destiny                          |               |       |       |
| 1979 | The Third Han-gang Bridge                   |               |       |       |
| 1979 | The Trappings of Youth                      |               |       |       |
| 1979 | Admiration of Nights                        |               |       |       |
| 1980 | The Long Winter of the Idiots               |               |       |       |
| 1980 | Wild Woman                                  |               |       |       |
| 1980 | Colorful Woman                              |               |       |       |
| 1980 | Outsiders                                   |               |       |       |
| 1981 | The Invited Ones                            |               |       |       |
| 1981 | Subzero Point '81                           |               |       |       |
| 1981 | Brother Kim Du-han and Brother Sirasoni     |               |       |       |
| 1981 | Geniuses With the Grade F                   |               |       |       |
| 1981 | Dear Friend, Please Leave Quietly           |               |       |       |
| 1982 | Applause                                    |               |       |       |
| 1982 | Iron Men                                    |               |       |       |
| 1982 | The Blues of Jong-ro                        |               |       |       |
| 1982 | The Sesame Salt and the Ugly                |               |       |       |
| 1982 | Slave of Love                               |               |       |       |
| 1982 | Rebellion                                   |               |       |       |
| 1982 | Dancing Snail                               |               |       |       |
| 1983 | The Woman Without A Name                    |               |       |       |
| 1983 | You Are A Bad Person                        |               |       |       |
| 1983 | Not Looks But The Heart                     |               |       |       |
| 1983 | Human Market, Small Devil                   |               |       |       |
| 1983 | Spinning the Tales of Cruelty Towards Women |               |       |       |
| 1983 | Theater of Life                             |               |       |       |
| 1983 | My Pounding Heart                           |               |       |       |
| 1983 | Kalmae-gi's Burning Passion                 |               |       |       |
| 1984 | North and South                             |               |       |       |
| 1984 | Divorce Court                               |               |       |       |
| 1984 | A Bird Flying At Dawn                       |               |       |       |
| 1984 | The Miss and the Cadet                      |               |       |       |
| 1984 | Hanging Tree                                |               |       |       |
| 1984 | Day and Night                               |               |       |       |
| 1985 | Cabbage in a Pepper Field                   |               |       |       |
| 1985 | Miss Kim                                    |               |       |       |
| 1985 | Human Market 2, Burning Desire              |               |       |       |
| 1986 | Byun Kang-swoi                              |               |       |       |
| 1987 | Slaves                                      |               |       |       |
| 1987 | Byun Gang-soi Sequel                        |               |       |       |
| 1988 | Chairman, Our Chairman                      |               |       |       |
| 1990 | Shinsa-dong Gigolo                          |               |       |       |
| 1990 | Only Because You Are a Woman                |               |       |       |
| 1993 | The Avatamska Sutra                         |               |       |       |
| 2016 | Happy Home                                  | Bae Sook-nyeo | MBC   |       |
| 2017 | Whisper                                     | Ahn Myung-sun | SBS   |       |
| 2017 | The Most Beautiful Goodbye                  | Kim In-hee    | tvN   |       |
| 2020 | My Unfamiliar Family                        | Lee Jin-suk   | tvN   |       |
| 2024 | Wonderful World                             | Oh Go-eun     | MBC   | [ 5 ] |
| 2025 | Nuestro Seúl por descubrir                  | Kim Ro-sa     | tvN   |       |